# John Rowell
John Rowell (* 27. Juni 1935 in Linslade, Bedfordshire) ist ein britischer Physiker, bekannt für Forschungen zur Supraleitung.

## Leben
Rowell studierte an der Universität Oxford Physik mit dem Bachelor-Abschluss 1957 (als Ingenieur), dem Master-Abschluss in Physik 1961 und der Promotion 1961 über den Metall-Isolator-Übergang in Germanium. Ab 1961 war er an den Bell Laboratories, wo er 1969 Abteilungsleiter und 1981 Direktor des Labors für Chemische Physik wurde. 1983 bis 1989 war er Assistant Vice President bei Bellcore (Bell Communications Research) für Festkörper-Forschung und -Technologie. Dort leitete er Forschung zu Materialwissenschaft, Optoelektronik, optischen Schaltern, schneller Elektronik und Hochtemperatursupraleitern. 
1989 wechselte er in die Industrie und wurde leitender Wissenschaftler (Chief Technological Officer) bei Conductus Inc., einem Supraleiter Startup. Er war 1991 deren Präsident und 1991 bis 1996 Präsident von deren wissenschaftlichem Beirat. Ab 1995 war er als Berater einer eigenen Firma (John Rowell Inc.) auf dem Gebiet der Supraleiter tätig. 1997 wurde er Materials Institute Professor an der Northwestern University und seit 2008 hat er eine Forschungsprofessor an der Arizona State University.

## Werk
Rowell war im Dezember 1962 der Erste, der den Josephson-Effekt an den Bell Labs experimentell darstellte. Brian Josephson war ein Student von Philip Warren Anderson in Cambridge gewesen, leitete den Effekt aber rein theoretisch ab. Bei der Rückkehr an die Bell Labs regte Anderson Rowell zur experimentellen Überprüfung an. Rowell fand als Erster die Sensitivität des Effekts für Magnetische Felder und hielt das erste Patent für Anwendungen des Josephsoneffekts in Logik-Schaltungen.
Mit J. Geerk, M. Gurvitch und M. Washington erfand er Josephsonverbindungen aus einer dreischichtigen Niobium/Aluminium Struktur, die die Basis für supraleitende Elektronik und magnetische Sensoren wurde. 
In den 1960er Jahren bestimmte er mit William L. McMillan an den Bell Labs die Phonon-Spektren von Supraleitern aus den Tunneldaten von Elektronen hatte. Die Arbeiten begründeten die Tunnelspektroskopie von Supraleitern.

## Ehrungen, Mitgliedschaften, Privates
Er ist Mitglied der National Academy of Sciences (1994) und der National Academy of Engineering (1995). Er ist Fellow der American Physical Society und der Royal Society (1989). 1978 erhielt er mit McMillan den Fritz London Memorial Award. 1975 war er Gastprofessor an der Stanford University.
Er ist seit 1959 verheiratet und hat drei Kinder.

## Schriften
- mit McMillan Lead phonon spectrum calculated from superconducting density of states, Phys. Rev. Lett., Band 14, 1964, S. 108–112
- mit McMilland Tunneling and strong coupling superconductivity, in R. D. Parks (Hrsg.) Superconductivity, New York, Dekker, 1969, S. 561–613